# Nguyễn Lộc
Nguyễn Lộc, né le 24 mai 1912 (08.04 de l’année Nhâm Ty du calendrier lunaire) à Hữu Bằng (Vietnam) et mort le 29 avril 1960 (04.04 de l’année Canh Ty du calendrier lunaire) à Saigon, est le fondateur du Vovinam Viet Vo Dao.

## Biographie
Nguyên Lôc est né en 1912 dans le petit village de Hữu Bằng qui se trouve dans le district de Thạch Thất dans la province du Sơn Tây (l'actuelle banlieue de Hanoi). Enfant de santé fragile, sa famille lui fait étudier les arts martiaux en espérant qu'il devienne plus fort et plus résistant grâce à cet entrainement.
Jusqu'à l'âge de 26 ans, il étudie et pratique toutes sortes d'arts martiaux mais il existe peu de témoignages fiables ou références précises quant à son parcours martial. Il semble probable qu'il ait étudié un ou plusieurs arts martiaux traditionnels vietnamiens mais aussi des styles de lutte et des techniques de boxe chinoises. À cette époque, les arts martiaux vietnamiens ne sont pas organisés et il existe autant de styles d'arts martiaux que de maîtres. Il semble que Nguyên Lôc entreprit de voyager à travers le pays pour faire une sorte d'état des lieux des techniques existantes et qu'il décida de les codifier de façon rigoureuse. En 1938, il commence à enseigner le résultat de cette synthèse à ses premiers élèves dont celui qui deviendra son plus proche disciple et ami, Lê Sáng, à qui il transmettra son savoir et qu'il nommera comme son successeur à la tête du "mouvement Vovinam Viet Vo Dao". Il décède à l'âge de 48 ans, en 1960, laissant derrière lui une épouse et 9 enfants et un art martial qui depuis ne cesse de se développer et compte aujourd'hui des centaines de milliers de disciples à travers le monde.
Ses cendres reposent au To Duong, le club de vovinam de Hô Chi Minh-Ville dans lequel vécu son successeur, le Maître Patriarche Lê Sáng, jusqu'à son décès le 27 septembre 2010.